# Donausletten (Bulgarien)
 For alternative betydninger, se Donausletten. (Se også artikler, som begynder med Donausletten)
Donausletten (bulgarsk: Дунавска равнина) udgør den nordlige del af Bulgarien, beliggende nord for Balkanbjergene og syd for Donau. Dens vestgrænse er Timok-floden og mod øst grænser den op til Sortehavet. Sletten har et areal på 31.523 km2. Den er omkring 500 kilometer lang og 20 til 120 kilometer bred.
Donausletten er sammenhængende med den Wallachiske slette, der danner den nedre del af Donausletten, men er mere bakket og byder på adskillige plateauer og floddale. Klimaet er markant tempereret kontinentalt med en svag Sortehavspåvirkning i øst. Nedbør er i gennemsnit 450–650 mm om året. Vigtige floder omfatter Donau, Iskar, Yantra, Osam, Vit, Rusenski Lom, Ogosta og Lom.
Blandt de større byer i regionen er Varna, Rousse, Pleven, Dobrich, Shumen, Veliko Tarnovo, Vratsa, Vidin, Montana, Silistra, Targovishte, Razgrad, Svishtov og Lom.

## Mineraler
I Donausletten er der en bred vifte af mineraler, såsom:
- Brunkul (Lomski og Mareshki bassinet)
- Brandsikkert ler (Plevensko)
- Olie (Dolen og Goren Dabnik, Pleven)
- Mangan (Obrochishte, Carkva, Ignatievo)
- Kobbermalm (Belogradchik)